# Budynek Szkoły Artystycznej w Ełku
Budynek Szkoły Artystycznej w Ełku – zabytkowa kamienica w Ełku. Mieści się w dzielnicy Centrum przy ul. Armii Krajowej 21 przy skrzyżowaniu z ulicą Orzeszkowej. Zbudowana w 1919 roku. Obiekt figuruje w Rejestrze Zabytków – nr rej.: 772 z 30.03.1990.

## Historia
Kamienica wybudowana na parceli. Ozdoby elewacji, ornamenty, rocaille, jońskie i korynckie kapitele zamożny właściciel sprowadził z Berlina i Gdańska. Dawniej na parterze obiektu znajdowały się dwa sklepy, zaś na I i II piętrze od frontu budynku znajdywały się dwa mieszkania pierwszych właścicieli, w 1930 właścicielką była Augusta Zimmermann wraz z 32 lokatorami. W tylnej części kamienicy i na strychu znajdowały się nieduże mieszkania i pokoje dla służby, która dysponowała osobistą klatką schodową w oficynie. W późniejszym czasie budynek stał się typową kamienicą czynszową z pokojami do wynajęcia.

## Modernizacja
Po latach rewitalizacji i modernizacji, kamienica została ponownie oddana do użytku w grudniu 2007 roku, następnie wiosną 2008 swoją działalność otworzyła szkoła artystyczna, która została wyposażona w 20 klas, 7 pomieszczeń przeznaczonych na bibliotekę, przebieralnie, gabinety, dwa węzły sanitarne (prysznice), małą salę koncertową ze sceną. Na piętrze pomieszczenia przeznaczone są na zajęcia baletowe i plastyczne (2 sale plastyczne, 2 sale baletowe). Do budynku przy ul. Armii Krajowej 21 przeprowadziła się również Państwowa Szkoła Muzyczna I stopnia, zajmująca wcześniej budynek przy ul. Piłsudskiego. Koszt modernizacji wyniósł 6,75 mln zł.